# Włodzimierz Gniewosz
Włodzimierz Gniewosz, též Włodzimierz Hipolit Gniewosz-Oleksów (1838 nebo 11. či 17. srpna 1841 Trzcianiec – 17. února 1909 Vídeň), byl rakouský šlechtic a politik polské národnosti z Haliče, na konci 19. století poslanec Říšské rady.

## Biografie
Byl šlechtického původu. Jeho bratrancem byl důstojník Zygmunt Gniewosz (1827–1909) a politik Edward Gniewosz-Oleksów (1822–1906).
Vystudoval na Tereziánské vojenské akademii ve Vídni a vstoupil pak do armády. Z armády odešel v roce 1870 v hodnosti rytmistra. Věnoval se pak správě svých statků. Zaměřoval se na chov koní a oldenburského skotu a založil četné podniky potravinářského průmyslu.
Byl i poslancem Říšské rady (celostátního parlamentu Předlitavska), kam usedl ve volbách roku 1891 za kurii velkostatkářskou v Haliči. Mandát zde obhájil i ve volbách roku 1897 a volbách roku 1901. Ve volebním období 1891–1897 se uvádí jako rytíř Wladimir von Olexów-Gniewosz, c. k. komoří, rytmistr a statkář, bytem Zolotyj Potik (Potok Zloty).
V roce 1893 se uvádí jako člen Polského klubu. Do voleb roku 1897 šel jako oficiální polský kandidát. Za Polský klub kandidoval i roku 1901.
V lednu 1904 byl zvolen viceprezidentem agrární centrální úřadovny. Byl členem ústředního výboru haličské zemědělské společnosti a prezidentem Svazu haličských majitelů vinopalen. V domovské obci Zolotyj Potik založil spořitelnu, župní zemědělský spolek a čtenářský spolek.
Zemřel v únoru 1909 ve Vídni po těžké operaci, které se podrobil. Byl pohřben na Lyčakovském hřbitově ve Lvově.